# Aplidia transversa
Aplidia transversa (Fabricius, 1801) è un coleottero appartenente alla famiglia Scarabaeidae (sottofamiglia Melolonthinae).

## Descrizione

### Adulto
Gli adulti di questi coleotteri presentano un corpo tozzo e cilindrico, dal colore marrone scuro. Le zampe sono lunghe, adatte ad aggrapparsi ai rami degli alberi, dove avviene l'accoppiamento, e in genere questi insetti non superano mai i 19 mm di lunghezza. Le sue abitudini sono prevalentemente crepuscolari o notturne.

### Larva
Le larve sono simili a quelle degli altri melolontini: il corpo è bianco, con alcuni forellini chitinosi (stigmi) lungo i fianchi che servono alla larva per respirare nel sottosuolo. Il capo e le zampe sono sclerificate. La testa presenta un apparato boccale dotato di robuste mandibole che possono triturare facilmente il legno.

## Biologia

### Adulto
Gli adulti compaiono verso fine maggio e sono di abitudini crepuscolari/notturne. Durante il periodo di vita adulta questi insetti non si nutrono, ma consumano tutte le energie accumulate nello stadio larvale nella ricerca di un partner, morendo nel giro di poche settimane.

## Distribuzione e habitat
A. transversa è diffusa in Europa centrale e meridionale, fino ai Balcani, in Turchia e in Grecia.